# Плотницкая готика
Плотницкая готика (англ. Carpenter Gothic, также встречается название Сельская готика, англ. Rural Gothic) — распространённый в провинциях США второй половины XIX века стиль деревянной архитектуры, стремившейся подражать викторианской неоготике.
Помимо США, плотницкая готика также получила распространение в восточных провинциях Канады. Аналогичные по стилю деревянные здания (жилые дома и церкви) также встречаются в Австралии и Новой Зеландии, хотя в этих странах термин «плотницкая готика», как правило, не употребляется.
В стиле плотницкой готики строились в основном индивидуальные дома и небольшие церкви. Характер стиля большей частью выражался такими элементами, как стрельчатые окна и острые щипцы крыш. Здания в стиле плотницкой готики также часто отличаются асимметричным планом.

## Культурное значение
Многие здания в стиле плотницкой готики внесены в Национальный реестр исторических мест США, что подтверждает их историко-художественную ценность.
Дом в стиле плотницкой готики изображён на картине «Американская готика» Гранта Вуда (на заднем плане видно характерное стрельчатое окно). Дом, изображённый на картине, имеет реальный прототип. Именно вид этого дома послужил отправной точкой для написания картины: художник захотел изобразить этот дом и людей, которые, по его мнению, могли бы в нём жить.